# 2000 en rugby à XV
Cette page présente les faits marquants de l'année 2000 en rugby à XV : les principales compétitions et évènements liés au rugby à XV et rugby à sept ainsi que les décès de grandes personnalités de ces sports.

## Principales compétitions
- Currie Cup (du ? ?? au ? ?? 2000)
- Challenge européen (du 19 novembre 1999 au 28 mai 2000)
- Championnat d'Angleterre (du 10 septembre 1999 au 21 mai 2000)
- Championnat de France (du ? août 1999 au 15 juillet 2000)
- Coupe d'Angleterre (du ? ?? 1999 au 13 mai 2000)
- Coupe d'Europe (du 19 novembre 1999 au 27 mai 2000)
- Super 12 (du 25 février au 27 mai 2000)
- Tournoi des Six Nations (du 5 février au 2 avril 2000)
- Tri-nations (du 15 juillet au 26 août 2000)

## Événements

### Février
5 février : premier match de l'équipe d'Italie de rugby à XV au Stade Flaminio dans le Tournoi des Six Nations et première victoire face à l'équipe d'Écosse de rugby à XV (34-20).

### Avril
- 2 avril : le XV d'Angleterre gagne le Tournoi des Six Nations[1].

### Mai
- ? mai : les Portugais du GD Direito remportent la vingt-quatrième édition de la Coupe Ibérique en battant les Espagnols du VRAC Quesos Entrepinares sur le score de 20 à 16.

### Juin
17 juin : début de la première Coupe d'Afrique de rugby à XV

### Juillet
- 15 juillet : le Stade français est champion de France en s'imposant en finale face à l'US Colomiers, 28-23[2].